# NGC 3214
NGC 3214 este o galaxie lenticulară situată în constelația Ursa Mare. A fost descoperită în 9 martie 1874 de către Ralph Copeland⁠(d).